# Штурм Берлина
Штурм Берлина — завершающая часть Берлинской наступательной операции, в ходе которой войска Красной армии завладела столицей нацистской Германии. Операция по взятию Берлина продолжалась с 24 апреля по 2 мая  1945 года.

## Ход боёв
Вечером (около 19:10) 24 апреля 2-я гвардейская танковая армия ворвалась в Берлин с северо-запада и вела бои в районе Сименсштадта. 3-я ударная армия вела бои на северной и северо-западной окраинах Берлина. 5-я ударная армия с 11-м танковым корпусом штурмовала Берлин с востока. 3-я гвардейская танковая армия 1-го Украинского фронта, наступавшая с юга, к вечеру 22 апреля вышла к Тельтов-каналу, утром 24 апреля форсировала его и начала бои за южную часть Берлина. К вечеру 24 апреля, заняв юго-восточные пригороды Берлина, непосредственно к городу подошли 1-я гвардейская танковая и 8-я гвардейская армии.
Этим силам в Берлине немецкое командование могло противопоставить лишь 56-й танковый корпус генерала Г. Вейдлинга, который включал пять дивизий (танковая дивизия «Мюнхеберг», 20-я моторизованная дивизия, 9-я парашютная дивизия, 18-я моторизованная дивизия и моторизованная дивизия СС «Нордланд»), а также 30 батальонов фольксштурма. Основой обороны являлись зенитные батареи, которые теперь действовали против наземных целей.
В 12 часов дня 25 апреля 6-й гвардейский мехкорпус 4-й гвардейской танковой армии 1-го Украинского фронта форсировал реку Хафель и соединился с частями 328-й дивизии 47-й армии 1-го Белорусского фронта, замкнув тем самым кольцо окружения вокруг Берлина.
К исходу 25 апреля гарнизон Берлина оборонялся на площади около 327 км². Общая протяжённость фронта советских войск в Берлине составляла около 100 км.
Берлинская группировка, по оценке советского командования, насчитывала около 200 тыс. солдат и офицеров, 3 тыс. орудий и 250 танков, включая фольксштурм — народное ополчение. Оборона города была тщательно продумана и отлично подготовлена. В основе лежала система сильного огня, опорных пунктов и узлов сопротивления. В Берлине было создано девять секторов обороны — восемь по окружности и один в центре. Чем ближе к центру города, тем оборона становилась плотнее. Особую прочность ей придавали массивные каменные постройки с большой толщиной стен. Окна и двери многих зданий заделывались и превращались в амбразуры для ведения огня. Всего в городе имелось до 400 железобетонных долговременных сооружений — многоэтажных бункеров (до 6 этажей) и дотов, оснащённых орудиями (в том числе зенитными) и пулемётами. Улицы перекрывались мощными баррикадами толщиною до четырёх метров. Обороняющиеся имели большое количество фаустпатронов, которые в обстановке уличных боев оказались грозным противотанковым оружием. Немаловажное значение в немецкой системе обороны имели подземные сооружения, в том числе и метро, которые широко использовались противником для скрытого манёвра войск, а также для укрытия их от артиллерийских и бомбовых ударов.
Вокруг города была развёрнута сеть радиолокационных постов наблюдения. Берлин располагал сильной противовоздушной обороной, которую обеспечивала 1-я зенитная дивизия. Её основные силы располагались на трёх огромных бетонных сооружениях — Зообункер в Тиргартене, Гумбольдтхайн и Фридрихсхайн. На вооружении дивизии имелись 128-, 88- и 20-мм зенитные орудия.
Особенно сильно был укреплён изрезанный каналами центр Берлина с рекой Шпре, фактически ставший одной огромной крепостью. Имея превосходство в людях и технике, Красная Армия не могла полностью использовать свои преимущества в городских кварталах. В первую очередь это касалось авиации. Таранная сила любого наступления — танки, оказавшись на узких городских улицах, становились отличной мишенью. Поэтому в уличных боях 8-й гвардейской армией генерала В. И. Чуйкова был использован проверенный ещё в Сталинградской битве опыт штурмовых групп: стрелковому взводу или роте придавались 2—3 танка, самоходное орудие, сапёрное подразделение, связисты и артиллерия. Действия штурмовых отрядов, как правило, предварялись короткой, но мощной артиллерийской подготовкой.

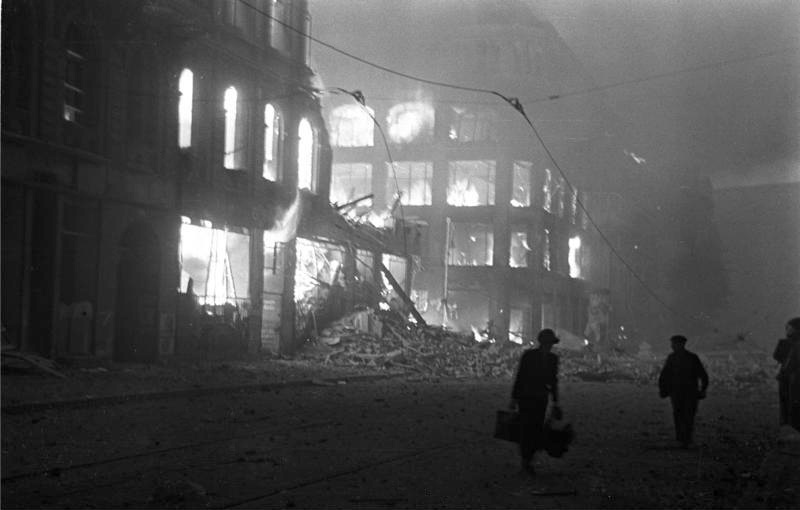
Берлин во время ночных боёв

К 26 апреля в штурме Берлина принимали участие шесть армий 1-го Белорусского фронта (47 А; 3, 5 Уд. А; 8 гв. А; 1, 2 гв. ТА) и три армии 1-го Украинского фронта (28 А, 3 и 4 гв. ТА).
К 27 апреля в результате действий глубоко продвинувшихся к центру Берлина армий двух фронтов группировка противника вытянулась узкой полосой с востока на запад — шестнадцать километров в длину и два-три, в некоторых местах пять километров в ширину.
Бои шли и днём и ночью. Прорываясь к центру Берлина, советские солдаты проламывались на танках через дома, выбивая обороняющихся из развалин. К 28 апреля в руках защитников города осталась только его центральная часть, со всех сторон простреливаемая советской артиллерией.
На 29 апреля 1-я гвардейская танковая армия получила задачу во взаимодействии с 8-й гвардейской армией овладеть имперской канцелярией, парком Тиргартен, Зоологическим садом и соединиться с 3-й ударной и 2-й гвардейской танковой армиями, которые наступали с севера и северо-запада.

## Бои за центр города и взятие рейхстага

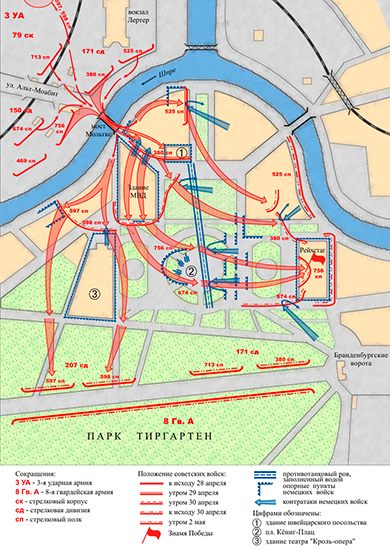
Карта действий советских войск в районе Рейхстага

К вечеру 28 апреля части 3-й ударной армии 1-го Белорусского фронта вышли в район рейхстага. В ту же ночь для поддержки гарнизона рейхстага был сброшен на парашютах десант, состоящий из курсантов морского училища Ростока. Это была последняя заметная операция люфтваффе в небе над Берлином.
В ночь на 29 апреля действиями передовых батальонов 150-й и 171-й стрелковых дивизий под командованием капитана С. А. Неустроева и старшего лейтенанта К. Я. Самсонова был захвачен мост Мольтке через реку Шпрее. На рассвете 30 апреля штурмом ценой немалых потерь было захвачено здание министерства внутренних дел. Путь на Рейхстаг был открыт.
Попытка взять рейхстаг с ходу оказалась неудачной. Здание защищал 5-тысячный гарнизон. Перед зданием был вырыт противотанковый ров, заполненный водой, что затрудняло лобовую атаку. На Королевской площади не оказалось артиллерии крупного калибра, способной сделать бреши в его мощных стенах. Несмотря на большие потери, все способные атаковать были собраны в сводные батальоны на первой линии для последнего решающего броска.
В основном Рейхстаг и рейхсканцелярию защищали войска СС: подразделения дивизии СС «Нордланд», французский батальон Фене из дивизии СС «Шарлемань», латышский батальон 15-й гренадерской дивизии СС (латышской № 1), а также подразделения личной охраны СС Адольфа Гитлера (их было, по некоторым данным, около 600—900 человек).
Согласно журналу боевых действий 150-й стрелковой дивизии в 14 часов 25 минут 30 апреля 1945 года лейтенант Рахимжан Кошкарбаев и рядовой Григорий Булатов первыми водрузили флаг на лестнице главного входа Рейхстага.
Вечером 30 апреля через пролом в северо-западной стене рейхстага, сделанный сапёрами 171-й дивизии, группа советских бойцов ворвалась в здание. Почти одновременно с центрального входа его штурмовали солдаты 150-й стрелковой дивизии. Этот проход пехоте пробивали пушки Александра Бессараба, командира противотанкового дивизиона 207-й стрелковой дивизии.
Большую помощь при штурме оказали танки 23-й танковой бригады, 85-го отдельного танкового полка и 88-го отдельного гвардейского тяжёлого танкового полка. Так, например, с утра несколько танков 88-го отдельного гвардейского тяжёлого танкового полка, переправившись через Шпрее по уцелевшему мосту Мольтке, заняли огневые позиции на набережной Кронпринценуфер. В 13:00 танки открыли огонь прямой наводкой по Рейхстагу, участвуя в общей артиллерийской подготовке, предшествовавшей штурму. В 18:30 танки своим огнём поддержали и второй штурм Рейхстага, и только с началом боев внутри здания прекратили его обстрел.
30 апреля 1945 в 21 час 45 минут части 150-й стрелковой дивизии под командованием генерал-майора В. М. Шатилова и 171-й стрелковой дивизии под командованием полковника А. И. Негоды овладели первым этажом здания.
Потеряв верхние этажи, гитлеровцы укрылись в подвале и продолжали сопротивление. Они рассчитывали вырваться из окружения, отрезав находившихся в Рейхстаге советских солдат от основных сил.
Ранним утром 1 мая над Рейхстагом был поднят штурмовой флаг 150-й стрелковой дивизии, однако бой продолжался ещё весь день, и только в ночь на 2 мая гарнизон Рейхстага капитулировал.
30 апреля танки 11-го гвардейского танкового корпуса совместно со стрелковыми дивизиями 5-й ударной армии пробились к имперской канцелярии и открыли по ней огонь. 2-я гвардейская танковая армия совместно с 1-й армией Войска Польского вели бои за парк Тиргартен. В этот день в бункере имперской канцелярии покончил с собой Адольф Гитлер. К вечеру 30 апреля между войсками 8-й гвардейской и 1-й гвардейской танковой армий, ворвавшимися в Зоологический сад с юга, и войсками 2-й гвардейской танковой армии и 1-й армии Войска Польского, наступавшими с севера, было лишь 600—800 метров.
Командовавший обороной Берлина Гельмут Вейдлинг позднее показывал:

Вечером 27 апреля мне стало совершенно ясно, что имеются только две возможности: капитуляция или прорыв. Дальнейшее продолжение борьбы в Берлине означало преступление. Моя задача заключалась в том, чтобы при очередном обсуждении обстановки в имперской канцелярии обрисовать Гитлеру всю бесперспективность дальнейшей борьбы, и добиться согласия на сдачу Берлина…
…Разработка плана прорыва производилась утром 28 апреля на командном пункте в Бенделерблоке. Прорыв предполагался тремя волнами с двух сторон через гавелевские мосты южнее Шпандау. В третьей волне должен был находиться Гитлер со своим штабом…
…Гитлер долго раздумывал, затем усталым, безнадежным голосом сказал: «Чем может помочь этот прорыв? Нужно ли мне скитаться где-нибудь по окрестностям и ждать своего конца в крестьянском доме или в другом месте. Уж лучше в таком случае я останусь здесь»…
…Кребс оказывал мне поддержку в моих стараниях получить разрешение на прорыв, однако в очень осторожной форме. Наконец было принято решение. При дальнейшем отсутствии снабжения с воздуха войска могут прорываться мелкими группами…
…На 10 часов 30 апреля в Бендлерблок по моему приказанию были созваны все командиры участков, чтобы им разъяснить, что значит «мелкие группы» и установить время прорыва. Ввиду того, что в ночь с 29 на 30 апреля почти совершенно прекратилось снабжение с воздуха, я назначил время прорыва на 22 часа 30 апреля…
…Около 17 часов я собирался пойти в имперскую канцелярию, как снова появился штурмбаннфюрер. Его провели ко мне, и он передал записку со следующим содержанием: «Генерал Вейдлинг должен немедленно явиться в имперскую канцелярию к Кребсу. Все мероприятия, предусмотренные на вечер 30 апреля, должны быть отложены»…
…Меня немедленно провели в кабинет фюрера. У стола уже сидели Геббельс, Борман и Кребс. При моем приходе все трое встали. Кребс в торжественном тоне заявил следующее: «1. Гитлер покончил жизнь самоубийством в 15 часов. 2. Его смерть должна пока оставаться в тайне. Об этом знает только очень небольшой круг людей. Вы тоже должны дать обязательство о соблюдении тайны. 3. Тело Гитлера, согласно его последней воле, было облито бензином и сожжено в воронке от снаряда на территории имперской канцелярии. 4. В своем завещании Гитлер назначил следующее правительство: рейхспрезидент — гросс-адмирал Дениц, рейхсканцлер — рейхсминистр Геббельс, министр партии — рейхсляйтер Борман, министр обороны — фельдмаршал Шернер, германский министр внутренних дел — Зейсс-Инкварт. Остальные министерские посты в настоящее время не замещены, так как они значения не имеют. 5. По радио об этом поставлен в известность маршал Сталин. 6. Уже в течение примерно 2 часов делается попытка связаться с советскими командными инстанциями с целью просить о прекращении военных действий в Берлине. В случае удачи выступает на сцену легализованное Гитлером германское правительство, которое будет вести с Советским Союзом переговоры о капитуляции. Парламентером направляюсь я».

## Переговоры Чуйкова с Кребсом
Поздно вечером 30 апреля немецкая сторона запросила о прекращении огня для переговоров. 1 мая, около 03:30 ночи в штаб 8-й гвардейской армии генерала Чуйкова прибыл начальник генерального штаба немецких сухопутных войск генерал Кребс, сообщивший о самоубийстве Гитлера и зачитавший его завещание. Кребс передал Чуйкову предложение от нового правительства Германии заключить перемирие. Сообщение тут же было передано Жукову, который сам позвонил в Москву. Сталин подтвердил своё категоричное требование о безоговорочной капитуляции.
К 1 мая в руках немцев остались только Тиргартен и правительственный квартал. Здесь располагалась имперская канцелярия, во дворе которой находился бункер  Гитлера. Но 1 мая в 18:00 новое правительство Германии отклонило требование о безоговорочной капитуляции, и советские войска с новой силой возобновили штурм.
Войска 1-й гвардейской танковой армии во взаимодействии со стрелковыми дивизиями 8-й гвардейской армии овладели Зоологическим садом. В 18 часов 30 минут 1 мая артиллерия всех советских армий, штурмовавших центр Берлина, открыла массированный огонь, после чего в ночь на 2 мая начался штурм центра Берлина.

## Окончание боёв и капитуляция
В ночь на 1 мая было затоплено берлинское метро — 2-я штурмовая инженерно-сапёрная бригада при 8-й армии генерала В. И. Чуйкова взорвала тоннель, проходящий под Ландвер-каналом в районе Треббинерштрассе, чтобы окончательно подавить упорные очаги сопротивления противника, остановивших наступление 29-го гвардейского стрелкового корпуса генерала Г. И. Хетагурова.

Так, в районе Ангальтского вокзала противником широко использовались тоннели, входы и выходы метро для манёвра живой силой и нанесения неожиданных ударов по нашим частям. Трёхдневные попытки частей 29-го гвардейского стрелкового корпуса уничтожить противника в метро или выбить его оттуда успеха не имели. Тогда было принято решение затопить тоннели, подорвав перемычки и перекрытия метро на участке, проходившем под каналом Тельтов. В ночь на 1 мая взрывом 1800 кг ВВ, уложенного на козлы под перекрытием метро, был образован большой пролом, куда хлынула вода из канала. В результате затопления тоннеля противник был вынужден стремительно бежать, понеся значительные потери. Обрушение тоннелей и коллекторов подземного городского хозяйства с целью воспрепятствовать манёвру живой силы противника под землёй широко проводилось и на других участках города.
— Николай Иванович Никофоров, полковник запаса, кандидат исторических наук, зам. начальника НИИ (военной истории) Военной Академии Генштаба ВС РФ по научной работе, «Штурмовые бригады Красной Армии в бою», стр. 65
Взрыв привёл к разрушению тоннеля и последующему заполнению его водой на 25-километровом участке. Вода хлынула в тоннели, где укрывалось большое количество мирных жителей, размещались госпитали для раненых, а также располагались штабы узлов немецкой обороны.
Впоследствии факт разрушения и затопления метро в советской пропаганде освещался исключительно как один из последних зловещих приказов Гитлера и его окружения, и усиленно муссировался (как в художественных, так и в документальных произведениях), как символ бессмысленной предсмертной агонии Третьего рейха. При этом сообщалось о тысячах погибших, что также было крайним преувеличением.

Сведения о количестве жертв … различны — от пятидесяти до пятнадцати тысяч человек… Более достоверными выглядят данные о том, что под водой погибло порядка ста человек. Конечно, в тоннелях находились многие тысячи людей, среди которых были раненые, дети, женщины и старики, но вода не распространялась по подземным коммуникациям слишком быстро. Более того, она растекалась под землёй в различных направлениях. Безусловно, картина наступающей воды вызывала в людях неподдельный ужас. И часть раненых, равно как и пьяных солдат, а также мирных жителей, стали её неизбежными жертвами. Но говорить о тысячах погибших было бы сильным преувеличением. В большинстве мест вода едва достигала полутораметровой глубины, и у обитателей тоннелей имелось достаточно времени, чтобы эвакуироваться самим и спасти многочисленных раненых, находившихся в «госпитальных вагонах» рядом со станцией «Штадтмитте». Вполне вероятно, что многие из погибших, чьи тела впоследствии поднимали на поверхность, на самом деле умерли не от воды, а от ран и болезней ещё до разрушения тоннеля.
— Энтони Бивор, «Падение Берлина. 1945». Гл. 25
1 мая части 1-й ударной армии, наступавшие с севера, южнее рейхстага соединились с частями 8-й гвардейской армии, наступавшими с юга. В тот же день сдались два важных узла обороны Берлина: цитадель Шпандау и зенитная башня Зоопарка («Зообункер» — огромная железобетонная крепость с зенитными батареями на башнях и обширным подземным укрытием-бомбоубежищем).
В первом часу ночи 2 мая радиостанциями 1-го Белорусского фронта было получено сообщение на русском языке: «Просим прекратить огонь. Высылаем парламентёров на Потсдамский мост». Прибывший в назначенное место немецкий офицер от имени командующего обороной Берлина генерала Вейдлинга сообщил о готовности берлинского гарнизона прекратить сопротивление. В 6 часов утра 2 мая генерал артиллерии Вейдлинг в сопровождении трёх немецких генералов перешёл линию фронта и сдался в плен. Через час, находясь в штабе 8-й гвардейской армии, он подписал приказ о капитуляции, который был размножен и при помощи громкоговорящих установок и радио доведён до немецких частей, оборонявшихся в центре Берлина. По мере доведения этого приказа до обороняющихся сопротивление в городе прекращалось. К концу дня войска 8-й гвардейской армии очистили от противника центральную часть города.
Отдельные немецкие части, не пожелавшие сдаваться в плен, пытались прорваться на запад, но большей частью были уничтожены или рассеяны. Основным направлением прорыва был выбран западный пригород Берлина Шпандау, где оставались неповреждёнными два моста через реку Хафель. Их обороняли члены гитлерюгенда, которые смогли удержаться на мостах вплоть до капитуляции 2 мая. Прорыв начался в ночь на 2 мая. В прорыв пошли не пожелавшие сдаться в плен части берлинского гарнизона и гражданские беженцы, напуганные геббельсовской пропагандой о зверствах Красной армии. Одна из групп под командованием командующего 1-й (Берлинской) зенитной дивизией генерала-майора Отто Зюдова смогла просочиться к Шпандау по тоннелям метро из района Зоопарка. В районе выставочного зала на Мазуреналлее она соединилась с немецкими частями, отступавшими с Курфюрстендамм. Дислоцированные в этом районе части Красной армии и Войска Польского не стали вступать в бой с прорывавшимися из города немцами, по всей видимости, по причине измотанности войск в предыдущих боях. Планомерное уничтожение отступавших частей началось в районе мостов через Хафель и продолжилось на всём протяжении бегства по направлению к Эльбе.

2 мая в 10 часов утра всё вдруг затихло, прекратился огонь. И все поняли, что что-то произошло. Мы увидели белые простыни, которые «выбросили» в Рейхстаге, здании Канцелярии и Королевской оперы и подвалов, которые ещё не были взяты. Оттуда повалили целые колонны. Впереди нас проходила колонна, где были генералы, полковники, потом за ними солдаты. Шли, наверно, часа три.
— Александр Бессараб, участник Берлинской битвы и взятия Рейхстага

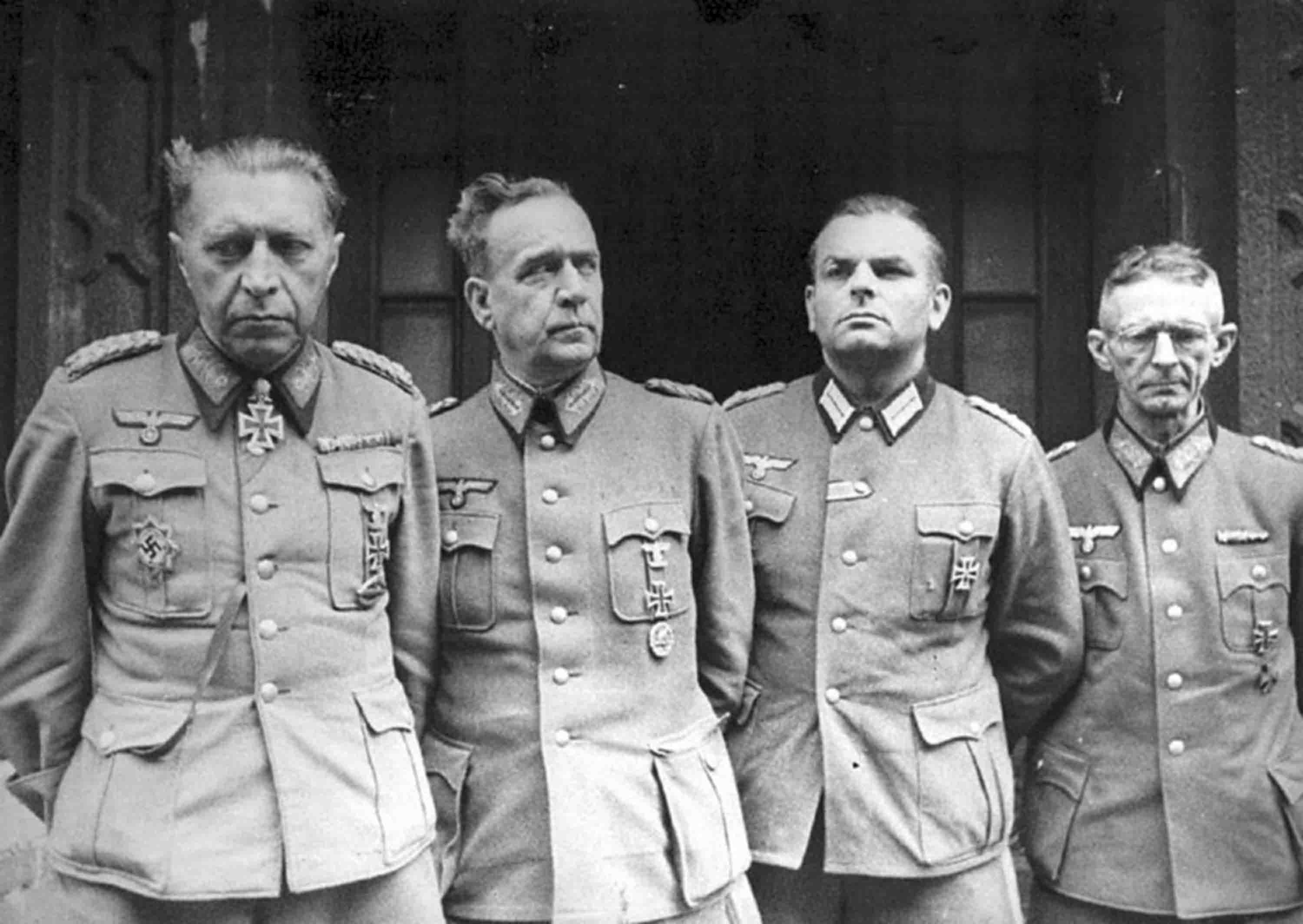
Генерал Гельмут Вейдлинг (слева) — последний назначенный Гитлером командующий обороной Берлина, 2 мая сдался в плен вместе с членами своего штаба

Последние остатки немецких частей были уничтожены либо пленены к 7 мая. Единицам удалось пробиться в район переправ через Эльбу, которые до 7 мая удерживали части 12 армии генерала Венка, и присоединиться к немецким частям и беженцам, успевшим переправиться в зону оккупации американской армии.
Часть уцелевших подразделений СС, оборонявших рейхсканцелярию, во главе с бригадефюрером СС Вильгельмом Монке предприняли попытку прорыва в северном направлении в ночь на 2 мая, но частично были уничтожены, остальным же удалось добраться до Шёнхаузер-аллее в районе Веддинг, где в одном из подвалов все они (за исключением покончивших с собой) были пленены около 10:30 утра 2 мая. Сам Монке попал в советский плен, из которого был освобождён как не амнистированный военный преступник в 1955 году.
7 мая 1945 года солдаты 8-й гвардейской армии обнаружили здание берлинского радиоцентра — в него попало несколько авиабомб, оно было сильно разрушено. Однако часть аппаратуры сохранилась, и связисты обеспечили возможность выхода в эфир. Об этом было доложено Чуйкову, который немедленно распорядился пригласить находящихся при штабе композиторов Матвея Блантера и Тихона Хренникова, поэтов Константина Симонова и Евгения Долматовского для выступления по радио. Непосредственно в студии радиоцентра этот концерт слушали участники взятия Берлина.

## Результаты операции

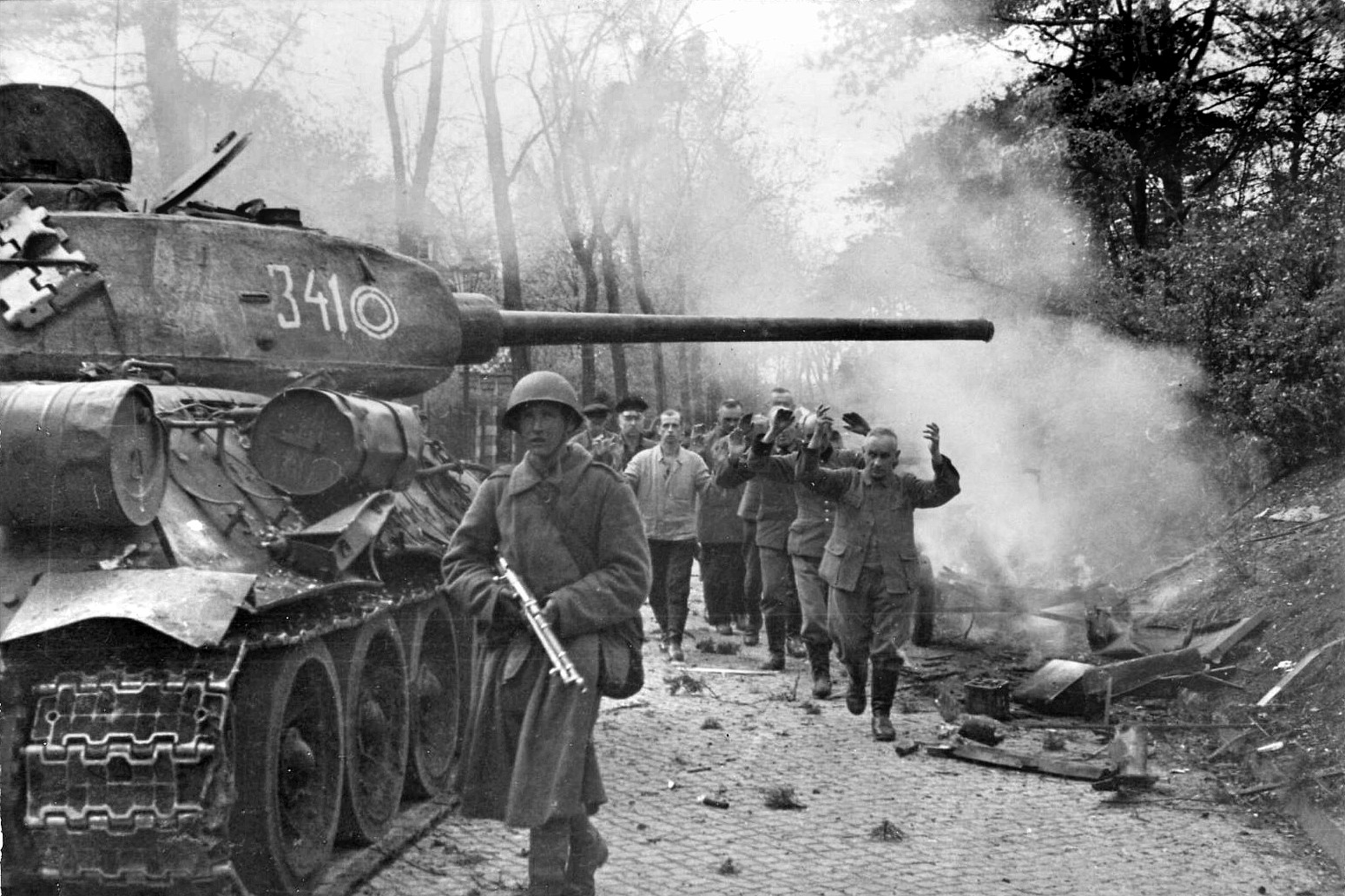
Танк Т-34-85 из 7-го гвардейского танкового корпуса и пленные ополченцы из фольксштурма на улицах Берлина

Советские войска разгромили берлинскую группировку войск противника и штурмом овладели столицей Германии — Берлином. Развивая дальнейшее наступление, они вышли к реке Эльбе, где соединились с американскими и британскими войсками. С падением Берлина и утратой жизненно важных районов нацистская Германия потеряла возможность к организованному сопротивлению и вскоре капитулировала. С завершением Берлинской операции создались благоприятные условия для окружения и уничтожения последних крупных группировок немецких войск на территории Австрии и Чехословакии.
Потери германских вооружённых сил убитыми и ранеными достоверно неизвестны. Из примерно 2 миллионов берлинцев погибло около 125 тысяч. Город был сильно повреждён в результате бомбардировок ещё до прихода советских войск. Бомбардировки продолжались и во время боёв под Берлином — последняя бомбардировка американцев 20 апреля 1945 года (в день рождения Адольфа Гитлера) привела к возникновению проблем с продовольствием. Разрушения ещё более усилились в результате действий советской артиллерии, начавшей 20 апреля артподготовку перед штурмом города.

## Советские танки в Берлине
В боях в Берлине принимали участие три отдельные гвардейские тяжёлые танковые бригады ИС-2, 88-й отдельный гвардейский тяжелый танковый полк и не менее девяти гвардейских тяжёлых самоходно-артиллерийских полков САУ, в том числе:
- 1-й Белорусский фронт
  - 7 гв. оттбр — 69-я армия
  - 11 гв. оттбр — 5-я ударная армия
  - 67 гв. оттбр — 5-я ударная армия
  - 334 гв. тсап — 47-я армия
  - 351 гв. тсап — 3-я ударная армия, фронтовое подчинение
  - 88-й гв. оттп — 3-я ударная армия
  - 396 гв. тсап — 5-я ударная армия
  - 394 гв. тсап — 8-я гвардейская армия
  - 11 тк — 1-я гвардейская танковая армия[19]
  - 362, 399 гв. тсап — 1-я гвардейская танковая армия
  - 11 гв.оттп — 1-я гвардейская танковая армия[20]
  - 1 мк — 2-я гвардейская танковая армия[21]
  - 347 гв. тсап — 2-я гвардейская танковая армия
  - 23 тбр — 9-й танковый корпус
- 1-й Украинский фронт
  - 383, 384 гв. тсап — 3-я гвардейская танковая армия

### Танковые потери
По данным ЦАМО РФ 2-я гвардейская танковая армия под командованием генерал-полковника С. И. Богданова за время уличных боев в Берлине с 22 апреля по 2 мая 1945 года потеряла безвозвратно 52 Т-34, 31 М4А2 «Шерман», 4 ИС-2, 4 ИСУ-122, 5 СУ-100, 2 СУ-85, 6 СУ-76, что составляло 16 % от общей численности боевых машин перед началом Берлинской операции. Следует учесть, что танкисты 2-й армии действовали без достаточного стрелкового прикрытия и согласно боевым донесениям в отдельных случаях экипажи танков занимались прочёсыванием домов. 3-я гвардейская танковая армия под командованием генерала П. С. Рыбалко во время боев в Берлине с 23 апреля по 2 мая 1945 года безвозвратно потеряла 99 танков и 15 САУ, что составило 23 % боевых машин, имевшихся к началу Берлинской операции. 4-я гвардейская танковая армия под командованием генерала Д. Д. Лелюшенко оказалась вовлечённой в уличные бои на окраинах Берлина с 23 апреля по 2 мая 1945 года лишь частично и потеряла безвозвратно 46 боевых машин. При этом значительная часть бронетехники была потеряна после поражения из фаустпатронов.
Накануне Берлинской операции во 2-й гвардейской танковой армии прошли испытания различных противокумулятивных экранов, как сплошных, так и изготовленных из стального прута. Во всех случаях они заканчивались разрушением экрана и прожигом брони. Как отмечает А. В. Исаев:

Массовая установка экранов на танки и САУ, наступающие на Берлин, была бы бесполезной тратой сил и времени. Экранировка танков только ухудшила бы условия посадки на них танкового десанта. … Танки не экранировались не потому, что мешала косность мышления или отсутствовали решения командования. Экранировка не получила широкого распространения в последних сражениях войны вследствие доказанной опытным путём её ничтожной эффективности.

## Критика операции
Участник Берлинской операции генерал А. В. Горбатов высказывал о штурме Берлина такое мнение:

С военной точки зрения Берлин не надо было штурмовать… Город достаточно было взять в кольцо, и он сам бы сдался через неделю-другую. Германия капитулировала бы неизбежно. А на штурме, в самый канун победы, в уличных боях мы положили не меньше ста тысяч солдат. И какие люди были — золотые, сколько все прошли, и уж каждый думал: завтра жену, детей увижу…

## Положение гражданского населения
Значительная часть Берлина ещё до штурма была разрушена в результате налётов британско-американской авиации, от которых население скрывалось в подвалах и бомбоубежищах. Бомбоубежищ не хватало и поэтому они были постоянно переполнены. В Берлине к тому времени, помимо трёхмиллионного местного населения (состоявшего в основном из женщин, стариков и детей), находилось до трёхсот тысяч иностранных рабочих, в том числе «остарбайтеров», большинство из которых были насильно угнаны в Германию. В бомбоубежища и подвалы вход для них был запрещён.
Хотя война для Германии была уже давно проиграна, Гитлер приказал сопротивляться до последнего. Тысячи подростков и стариков были призваны в фольксштурм. С начала марта по приказу рейхскомиссара Геббельса, ответственного за оборону Берлина, десятки тысяч мирных жителей, в основном женщин, были направлены на рытьё противотанковых рвов вокруг германской столицы. Гражданским лицам, которые нарушали предписания властей, даже в последние дни войны грозила смертная казнь.
О числе жертв среди гражданского населения точных сведений нет. В разных источниках указывается разное число лиц, погибших непосредственно во время Берлинской битвы. Даже спустя десятилетия после войны при строительных работах находят ранее неизвестные братские могилы.
После взятия Берлина гражданское население оказалось перед угрозой голода, однако советское командование ещё до окончания боёв организовало обеспечение жителей Берлина продовольствием, были определены продовольственные нормы для различных категорий граждан, введена карточная система, были приняты меры по обеспечению медикаментами больниц и аптек. Кроме того, гуманитарная помощь была направлена и в другие города Германии: Дрезден, Хемниц, Штеттин.

## Отказ союзников от штурма Берлина

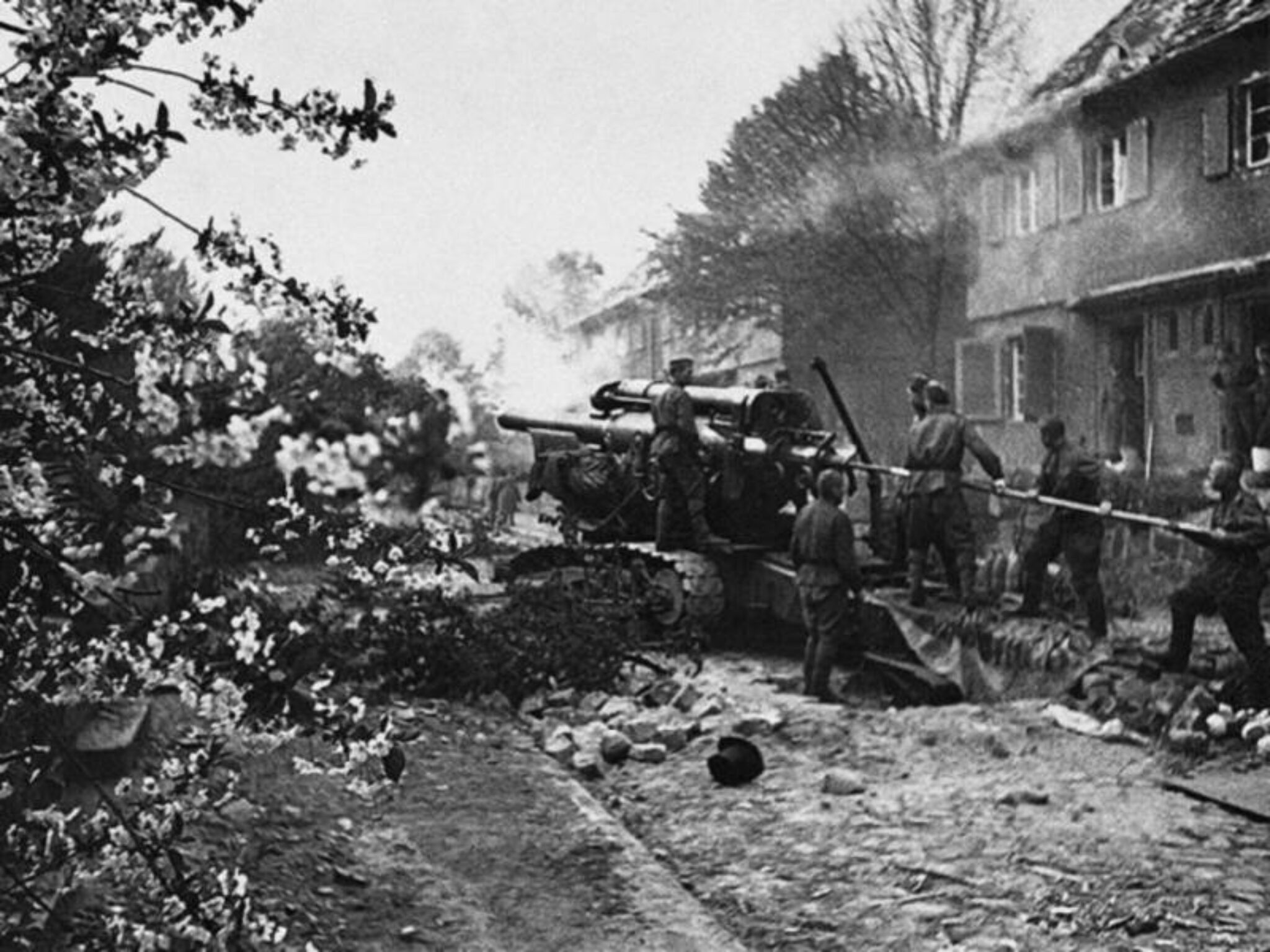
Гаубица Б-4 ведет огонь на улицах Берлина

Рузвельт и Черчилль, Эйзенхауэр и Монтгомери считали, что у них, как у западных союзников СССР, была возможность взять Берлин.
Ещё в конце 1943 года президент США Франклин Рузвельт на борту линкора «Айова» поставил военным задачу:

Мы должны дойти до Берлина. США должны получить Берлин. Советы могут забирать территорию к востоку.

Уинстон Черчилль также считал Берлин первостепенной целью:

Советская Россия стала смертельной угрозой для свободного мира. Надо немедленно создать единый фронт против её стремительного продвижения. Этот фронт в Европе должен уходить как можно дальше на Восток. Главная и подлинная цель англо-американских армий — Берлин.
— Черчилль, из послевоенных мемуаров
И ещё в конце марта — начале апреля 1945 года настаивал:

Я… придаю ещё большее значение вступлению в Берлин… Я считаю чрезвычайно важным, чтобы мы встретились с русскими как можно дальше на Востоке.— Черчилль, из переписки с британским и американским командованием

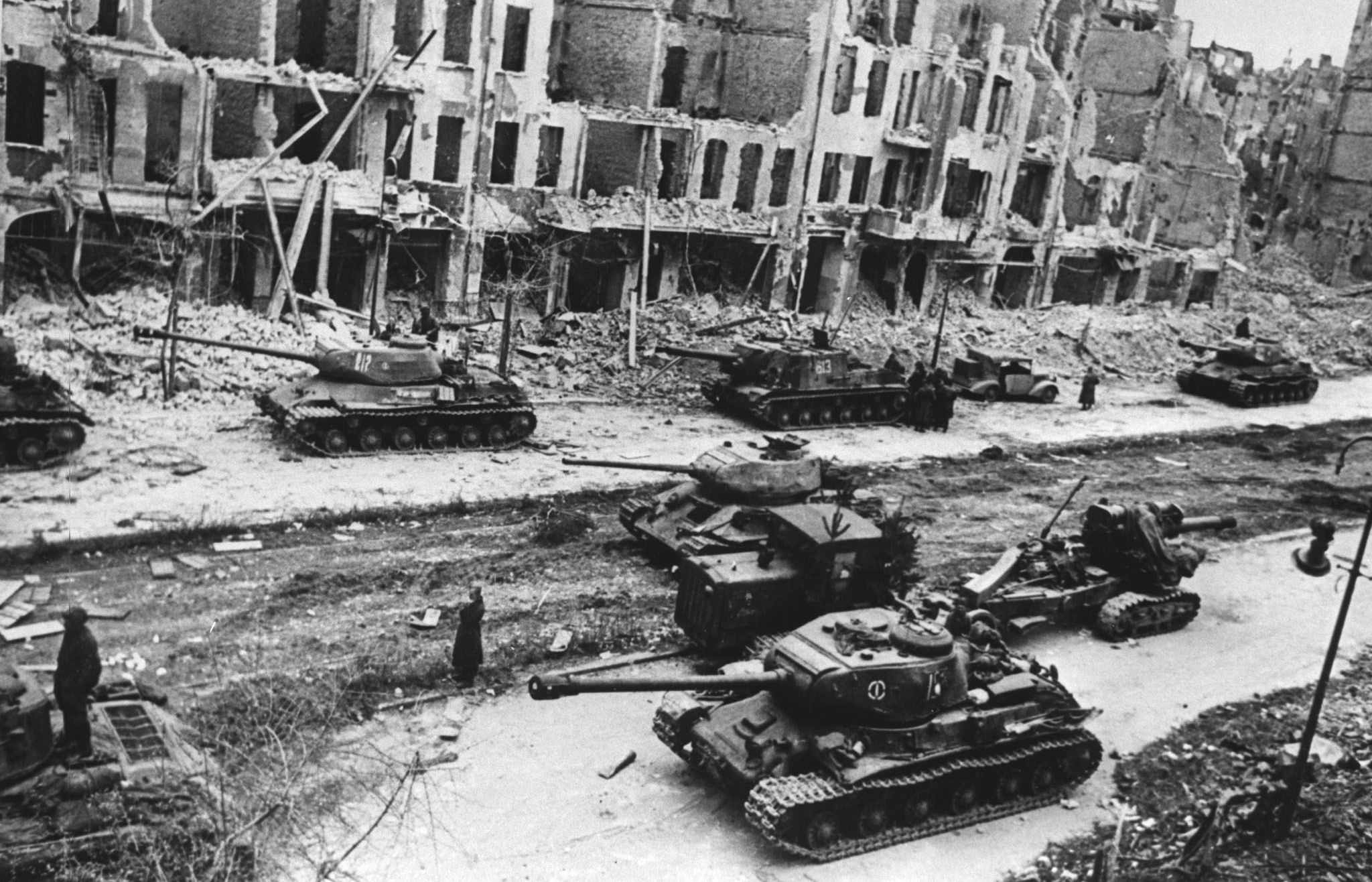
Советские танки и САУ на улицах Берлина

По мысли фельдмаршала Монтгомери, Берлин можно было захватить в начале осени 1944 года. Пытаясь убедить главнокомандующего в необходимости штурма Берлина, Монтгомери писал ему 18 сентября 1944 года:

Думаю, что лучший объект наступления — Рур, и затем на Берлин северным путём…, поскольку время играет исключительно важную роль, мы должны решить, что необходимо идти на Берлин и закончить войну; все остальное должно играть второстепенную роль.

Однако после неудачной десантной операции сентября 1944 года, получившей название «Маркет гарден», в которой участвовали, кроме британских, ещё и американские, а также польские парашютно-десантные соединения и части, Монтгомери признал:

Берлин был потерян для нас, когда мы не смогли разработать хороший оперативный план в августе 1944 года, после победы в Нормандии.

В дальнейшем союзники СССР отказались от планов штурма и захвата Берлина. Историк Джон Фуллер называет решение Эйзенхауэра отказаться от захвата Берлина одним из самых странных в военной истории.
Несмотря на большое количество догадок, точные причины отказа от штурма не выяснены до сих пор.

## Отражение в искусстве

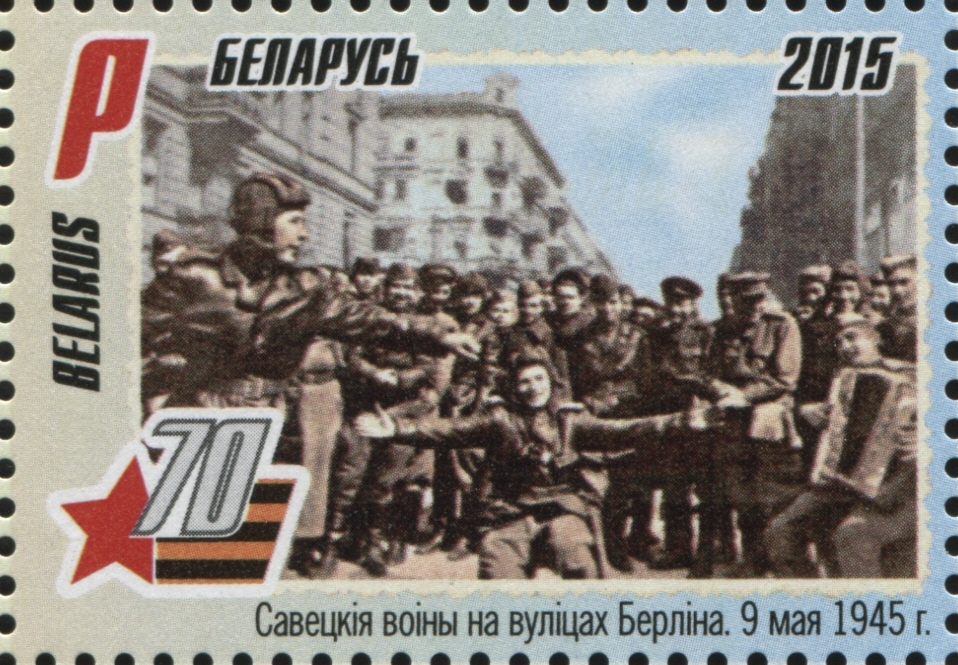
Советские воины на улицах Берлина. 9 мая 1945 года. Почтовая марка Белоруссии, 2015 год

Штурм Берлина является центральной темой или фоном действия героев в следующих кинофильмах:
- «Штурм Берлина», 1945, реж. Ю. Райзман, документальный (СССР)
- «Падение Берлина», 1949, реж. М. Чиаурели (СССР)
- «На пути в Берлин», 1969, реж. М. Ершов (СССР)
- 4 и 5 серии («Битва за Берлин» и «Последний штурм», 1971) киноэпопеи «Освобождение» Ю. Озерова (СССР)
- Der Untergang (в русском прокате — «Бункер» или «Падение»), 2004 (Германия-Россия)
- «Attero Dominatus» (Уничтожь тиранию), заглавная песня одноимённого альбома шведской паэур-метал группы Sabaton, посвящённая штурму Берлина.